# Phacidium abietinum
Phacidium abietinum är en svampart som beskrevs av Kunze & J.C. Schmidt 1817. Phacidium abietinum ingår i släktet Phacidium och familjen Phacidiaceae.   Inga underarter finns listade i Catalogue of Life.